# 準備程序庭
準備程序庭，簡稱準備庭，是由審判長指定受命法官所召開的法庭，主要任務在釐清案件爭點、決定案件適用簡式審判程序或簡易程序、證據能力的問題和程序審查等事項，以利將來審判程序可以順利進行。
中華民國《刑事訴訟法》第二百七十三條規定，行準備程序時，法院依法傳喚被告（或代理人）、檢察官、辯護人、輔佐人到庭，但經合法傳喚或通知，無正當理由不到庭時，法院仍得對到庭之人行準備程序。
準備程序庭所要處理的事項，包括起訴效力所及範圍與有無應變更檢察官所引應適用法條情形；訊問被告、代理人及辯護人對檢察官起訴事實是否為認罪答辯，及決定可否適用簡式審判程序或簡易程序。
另也包括案件及證據的重要爭點、有關證據能力意見、曉諭為證據調查聲請、證據調查範圍、次序及方法、命提出證物或可為證據文書、其他與審判有關事項。
為使審理及辯論程序流暢，「準備程序」相當重要，檢、審、辯三方先確定要對被告的什麼行為涉及什麼罪、什麼證據可以用，要請誰來作證，證物是否要送鑑定等事項，進行準備程序，以整理出爭點、證據調查方法及審理流程，再對爭點進行審理、辯論，進而宣判。 
檢察官會盡全力提出證據，以將被告定罪，因此越複雜的案件，證據及證物也就越多，有時一件複雜案件，光是準備程序就可能會開好幾次庭。